# Teoria de l'elecció racional
La teoria de l'elecció racional, també coneguda com a teoria d'elecció o teoria de l'acció racional, és un marc teòric que és utilitzat per entendre i modelar formalment el comportament social i econòmic. És el principal corrent teòric en la microeconomia i suposa que l'individu o agent tendeix a maximitzar la seva utilitat o benefici i a reduir els costos o riscos. Els individus prefereixen més del que és bo i menys del que els causi mal.
També es fa servir en ciències polítiques per interpretar els fenòmens polítics a partir de supòsits bàsics que deriven de principis de l'economia: el comportament dels individus en el sistema polític és similar al dels agents en el mercat, sempre tendeixen a maximitzar la seva utilitat o benefici i a reduir els costos o riscos. Aquesta racionalitat té a veure amb una certa intuïció que porta els individus a optimitzar i millorar les seves condicions.
L'actor individual és la unitat d'anàlisi d'aquesta teoria. S'assumeix que tots els individus són egoistes, i tot individu té la capacitat racional, el temps i la independència emocional necessàries per triar la millor línia de conducta des del seu punt de vista. Per tant, tot individu es guia racionalment pel seu interès personal, independentment de la complexitat de l'elecció que hagi de prendre. Això no implica necessàriament que aquests supòsits siguin certs, és a dir, que els individus reals es comportin d'aquesta manera en tot moment. Però se suposa que es pot explicar el comportament observat en un agregat, com un mercat, si suposem que així és, tal com suggereixen Gary S. Becker o Milton Friedman.
Aquest corrent també té el seu origen en la sociologia comprensiva de Max Weber. Per a aquest autor, l'estudi de la societat exigeix la construcció de "tipus ideals", és a dir, uns models teòrics que no són necessàriament certs, però que recullen els trets fonamentals del problema que es vol estudiar. L'elecció racional seria un tipus ideal en aquest sentit, ja que si entenem que el que realitza un agent és racional, ja és suficient per explicar la seva acció. Però per a això cal que identifiquem quins són els fins que pretén l'agent, i quins són els mitjans que considera vàlids per a aconseguir tals fins. Això aparta la sociologia comprensiva de les teories més economicistes de l'elecció racional, que suposen que tant els mitjans com els fins són universals, i que les accions varien a causa de variacions en el capital.
Anthony Downs va ser el pioner en l'aplicació dels criteris econòmics al comportament electoral. Altres autors que van impulsar aquest corrent dins de la ciència política moderna van ser Mancur Olson, Kenneth Arrow, James M. Buchanan, Raymond Aron, Gordon Tullock i William Ricker. El marxisme analític, a través d'autors com John Roemer o Jon Elster, s'ha esforçat per compatibilitzar el marxisme amb l'elecció racional.
La teoria de l'elecció racional comparteix una sèrie de supòsits i aproximacions de l'individualisme metodològic com ara la Teoria de l'elecció pública.

## Crítica
La teoria de l'elecció racional clàssica ha estat posada en dubte per molts autors com Amartya Sen qui a Els Ximples Racionals: una crítica sobre els fonaments conductistes de la teoria econòmica, sosté que els principis d'aquest homo economicus, són els d'un imbècil social, un ximple sense sentiments que és un ens fictici sense moral, dignitat, inquietuds ni compromisos.Charles Tilly i Sydney Tarrow la van veure al costat de la seva variant, la lògica de l'acció col·lectiva de Mancur Olson, com a ineficaç per als estudis d'acció col·lectiva. Mario Bunge diu d'ella que és irrealista i conceptualment borrosa. Altres autors com Derrida, Geertz o Schütz també l'han criticada.
Des de l'irracionalisme, l'existencialisme i la fenomenologia s'ha declarat que els éssers humans no es comporten sempre de manera racional. De fet el concepte de la racionalitat s'ha qüestionat, ja que la racionalitat de l'investigador no ha de ser la mateixa que la dels individus a analitzar.